# Athetis aeschrioides
Athetis aeschrioides là một loài bướm đêm trong họ Noctuidae.